# Доња Врућица
Доња Врућица је насељено место у саставу општине Трпањ, Дубровачко-неретванска жупанија, Република Хрватска.

## Географски положај
Доња Врућица је смештена је у котлини и на падинама брда у унутрашњости полуострва Пељешца, у далматинском кршу испреплетеном виноградима, маслињацима, медитеранским растињем.

## Историја
До територијалне реорганизације у Хрватској налазила се у саставу старе општине Дубровник.

## Становништво
На попису становништва 2011. године, Доња Врућица је имала 33 становника.
| Број становника по пописима | Број становника по пописима | Број становника по пописима | Број становника по пописима | Број становника по пописима | Број становника по пописима | Број становника по пописима | Број становника по пописима | Број становника по пописима | Број становника по пописима | Број становника по пописима | Број становника по пописима | Број становника по пописима | Број становника по пописима | Број становника по пописима | Број становника по пописима |
| --------------------------- | --------------------------- | --------------------------- | --------------------------- | --------------------------- | --------------------------- | --------------------------- | --------------------------- | --------------------------- | --------------------------- | --------------------------- | --------------------------- | --------------------------- | --------------------------- | --------------------------- | --------------------------- |
| 1857                        | 1869                        | 1880                        | 1890                        | 1900                        | 1910                        | 1921                        | 1931                        | 1948                        | 1953                        | 1961                        | 1971                        | 1981                        | 1991                        | 2001                        | 2011                        |
| 320                         | 310                         | 289                         | 296                         | 232                         | 222                         | 227                         | 235                         | 198                         | 190                         | 185                         | 149                         | 109                         | 65                          | 48                          | 33                          |

### Попис1991.
На попису становништва 1991. године, насељено место Доња Врућица је имало 65 становника, следећег националног састава:
| Попис 1991.‍ | Попис 1991.‍ | Попис 1991.‍ | Попис 1991.‍ | Попис 1991.‍ |
| ----------- | ----------- | ----------- | ----------- | ----------- |
|             |             |             |             |             |
| Хрвати      | Хрвати      |             | 65          | 100%        |
| укупно: 65  |             |             |             |             |